# Soledade
Soledade es un municipio brasileño del estado de Rio Grande do Sul.

## Historia
Los primeros hombres blancos en entrar en contacto con los indígenas de la sierra fueron los misioneros. Los discípulos de San Ignacio de Loyola comenzaron el trabajo de catequesis y asentamiento de los indios alrededor de 1626. En la naciente del río Pardo, hoy Barros Cassal, los jesuitas construyeron la Reducción de Sao Joaquim, que llegó a congregar más de mil familias catequizadas. Diez años después fueron víctimas de la acción devastadora de los bandeirantes, que llegaban bajo la bandera de Antônio Raposo Tavares.

## Geografía
Tiene un área de 1.213,41 km² y está localizado al norte de Rio Grande do Sul, en lo alto de la sierra del Botucaraí, a 726 metros sobre el nivel del mar.